# Omicidio di Riccardo Palma

Riccardo Palma

L'omicidio di Riccardo Palma venne commesso a Roma il 14 febbraio 1978; la vittima era un magistrato italiano che venne assassinato da un commando delle Brigate Rosse, una organizzazione terroristica operante durante gli anni di piombo.

## L'omicidio
Palma, allora direttore dell'Ufficio VIII della Direzione Generale degli Istituti di Prevenzione e Pena (l'attuale Dipartimento dell'amministrazione penitenziaria del Ministero della Giustizia) preposto alle pratiche di edilizia penitenziaria, fu ucciso a Roma la mattina del 14 febbraio 1978, colpito a morte da 14 colpi di pistola (raffiche di mitra) in via Forlì, presso il Teatro delle Muse. Fu ucciso vicino alla sua automobile, mentre era diretto al lavoro. Palma era sposato e aveva due figli. Più tardi, nel corso della stessa giornata, l'attentato fu rivendicato dalle Brigate Rosse.

## Le indagini e i processi
Le successive indagini ricondussero la pianificazione e l'attuazione dell'attentato a membri della "colonna romana" delle BR. Si comprese come a compiere materialmente l'attentato fosse inizialmente previsto l'allora ventunenne terrorista Raimondo Etro, la cui identità fu celata per molti anni sotto il nome di "Carletto". Fu appurato che in realtà a uccidere Palma fu Prospero Gallinari, sostituitosi a Etro all'ultimo momento. Hanno partecipato all'attentato anche Alessio Casimirri e Rita Algranati. È stato sospettato di aver partecipato all'attentato anche il terrorista Alvaro Lojacono. Etro, arrestato nel giugno 1994, nel processo "Moro-quinquies", iniziato nell'aula bunker del carcere di Rebibbia il 9 maggio 1995, fu imputato oltre che di concorso nel sequestro, nell'eccidio della scorta e nell'omicidio dell'onorevole Aldo Moro, anche di concorso nell'omicidio di Palma. Il 28 ottobre 1998, la prima Corte d'assise d'appello di Roma ha condannato Etro a 20 anni e 6 mesi di reclusione. Prospero Gallinari, condannato a varie pene, compresi tre ergastoli, per più omicidi nel corso degli anni di piombo, dopo essere stato dal 1996 agli arresti domiciliari per motivi di salute, è deceduto per cause naturali nel gennaio 2013.